# بوكي دنت
بوكي دنت (بالإنجليزية: Bucky Dent)‏ هو لاعب كرة قاعدة أمريكي، ولد في 25 نوفمبر 1951 في سافانا في الولايات المتحدة.

## وصلات خارجية
- بوكي دنت على موقعبيزبول رفرنس.كوم (الدوري الرئيسي) (الإنجليزية)
- بوكي دنت على موقع مشجعي الرسوم البيانية (الإنجليزية)
- بوكي دنت على موقع إن إن دي بي (الإنجليزية)